# Обреж (Пећинци)
Обреж је насеље у Србији, Ап Војводина, Сремски округ, Општина Пећинци, налази се на самом ободу познатог резервата природе Обедске баре. Према попису из 2022 има 1218 становника.
Обреж се први пут спомиње под овим именом у 16-ом веку. Мада у селу и околини постоје докази о постојању Келтских насеља још из старог века и раног бронзаног доба. Црква Преображења Господњег је изграђена у 16 веку,у неколико наврата током првог и другог Светског рата је рушена и спаљивана а касније обнављана. До Другог светског рата у Обрежу је живео велики број Немаца који су имали своју школу, цркву и гробље,после рата су протерани а црква и школа спаљени.
Овде се налази храм Преображења Господњег Српска православна црква у Обрежу.
У селу се налази основна школа "Душан Вукасовић Диоген",и вртић и предшколска установа "Влада Обрадовић Камени".
У селу се налазе базени и ресторан "Арена Обреж", хотел "Обедска бара" у чијем склопу је и излетиште, етно ресторан и рибњак "Дим племе", НИС бензинска пумпа, ловачки дом, терен Фк Граничара "Стадион по липама", и још неколико мањих приватних предузећа.
Становништво је углавном запослено у фирмама у Шимановцима и Београду, док су пољопривреда, сточарство и сеча шуме додатан начин за долазак до прихода, као и скупљање печурака, пужева, лековитог биља, а последњих година и експанзија тражењa тартуфа.
Познати људи из Обрежа су професор Паја Радосављевић који је иначе био велики пријатељ Николе Тесле, народни херој Миленко Веркић Неша, фудбалер Милош Јосимов, кошаркаш Живко Мисирача, водитељ и победник реалитија Сурвајвер Андреј Маричић (Владимир Влајковић), певач Небојша Плавшић, бивши ММА шампион Миљан Ђурашиновић.

## Демографија
У насељу Обреж живи 1083 пунолетна становника, а просечна старост становништва износи 38,8 година (36,2 код мушкараца и 41,5 код жена). У насељу има 431 домаћинство, а просечан број чланова по домаћинству је 3,25.
Ово насеље је великим делом насељено Србима (према попису из 2002. године), а у последња три пописа, примећен је пад у броју становника.
|  |

| Демографија | Демографија | Демографија |
| Година      | Становника  | Становника  |
| ----------- | ----------- | ----------- |
| 1948.       | 1.327       |             |
| 1953.       | 1.254       |             |
| 1961.       | 1.312       |             |
| 1971.       | 1.387       |             |
| 1981.       | 1.429       |             |
| 1991.       | 1.417       | 1.401       |
| 2002.       | 1.400       | 1.437       |

| Етнички састав према попису из 2002.‍ | Етнички састав према попису из 2002.‍ | Етнички састав према попису из 2002.‍ | Етнички састав према попису из 2002.‍ | Етнички састав према попису из 2002.‍ |
| ------------------------------------ | ------------------------------------ | ------------------------------------ | ------------------------------------ | ------------------------------------ |
|                                      |                                      |                                      |                                      |                                      |
| Срби                                 | Срби                                 |                                      | 1.308                                | 93,42%                               |
| Роми                                 | Роми                                 |                                      | 54                                   | 3,85%                                |
| Словаци                              | Словаци                              |                                      | 11                                   | 0,78%                                |
| Мађари                               | Мађари                               |                                      | 4                                    | 0,28%                                |
| Хрвати                               | Хрвати                               |                                      | 2                                    | 0,14%                                |
| Македонци                            | Македонци                            |                                      | 2                                    | 0,14%                                |
| Југословени                          | Југословени                          |                                      | 2                                    | 0,14%                                |
| Словенци                             | Словенци                             |                                      | 1                                    | 0,07%                                |
| Русини                               | Русини                               |                                      | 1                                    | 0,07%                                |
| Румуни                               | Румуни                               |                                      | 1                                    | 0,07%                                |
| непознато                            | непознато                            |                                      | 9                                    | 0,64%                                |

| Година пописа     | 1948. | 1953. | 1961. | 1971. | 1981. | 1991. | 2002. |
| ----------------- | ----- | ----- | ----- | ----- | ----- | ----- | ----- |
| Број домаћинстава | 282   | 293   | 318   | 369   | 399   | 397   | 431   |

| Број чланова      | 1  | 2   | 3  | 4  | 5  | 6  | 7  | 8 | 9 | 10 и више | Просек |
| ----------------- | -- | --- | -- | -- | -- | -- | -- | - | - | --------- | ------ |
| Број домаћинстава | 76 | 102 | 59 | 94 | 51 | 33 | 14 | 2 | 0 | 0         | 3,25   |

| Пол    | Укупно | Неожењен/Неудата | Ожењен/Удата | Удовац/Удовица | Разведен/Разведена | Непознато |
| ------ | ------ | ---------------- | ------------ | -------------- | ------------------ | --------- |
| Мушки  | 576    | 188              | 360          | 22             | 5                  | 1         |
| Женски | 570    | 77               | 358          | 118            | 15                 | 2         |
| УКУПНО | 1.146  | 265              | 718          | 140            | 20                 | 3         |

| Пол    | Укупно                    | Пољопривреда, лов и шумарство | Рибарство                            | Вађење руде и камена | Прерађивачка индустрија       |
| ------ | ------------------------- | ----------------------------- | ------------------------------------ | -------------------- | ----------------------------- |
| Мушки  | 287                       | 150                           | 0                                    | 0                    | 53                            |
| Женски | 173                       | 84                            | 0                                    | 0                    | 36                            |
| УКУПНО | 460                       | 234                           | 0                                    | 0                    | 89                            |
| Пол    | Производња и снабдевање   | Грађевинарство                | Трговина                             | Хотели и ресторани   | Саобраћај, складиштење и везе |
| Мушки  | 1                         | 10                            | 11                                   | 3                    | 19                            |
| Женски | 0                         | 0                             | 11                                   | 4                    | 4                             |
| УКУПНО | 1                         | 10                            | 22                                   | 7                    | 23                            |
| Пол    | Финансијско посредовање   | Некретнине                    | Државна управа и одбрана             | Образовање           | Здравствени и социјални рад   |
| Мушки  | 0                         | 9                             | 11                                   | 3                    | 2                             |
| Женски | 0                         | 3                             | 1                                    | 6                    | 16                            |
| УКУПНО | 0                         | 12                            | 12                                   | 9                    | 18                            |
| Пол    | Остале услужне активности | Приватна домаћинства          | Екстериторијалне организације и тела | Непознато            | Непознато                     |
| Мушки  | 2                         | 0                             | 0                                    | 13                   | 13                            |
| Женски | 2                         | 0                             | 0                                    | 6                    | 6                             |
| УКУПНО | 4                         | 0                             | 0                                    | 19                   | 19                            |